# Cambridge Antiquarian Society
La Cambridge Antiquarian Society est une société savante anglaise dont l'objet est l'étude et la protection de l'archéologie, l'histoire et l'architecture du Cambridgeshire en Angleterre.
La société est fondée en 1840. Ses collections sont conservées à la bibliothèque Haddon située à Downing Street (en) à Cambridge, au musée d'archéologie et d'anthropologie de l'université de Cambridge (en) et au Cambridgeshire County Record Office. Les collections comprennent des publications, livres et périodiques consacrés à l'archéologie, plus de 8,000 photographies, près de 3 000 plaques pour lanterne magique, plus de 350 aquarelles et des relevés en empreintes de monumental brass (en)es.